# Knjažpogostskij rajon
Il Knjažpogostskij rajon è un rajon (distretto) della Repubblica dei Komi, nella Russia settentrionale. Il capoluogo è la città di Emva.